# チャーリー・コーセイ
チャーリー・コーセイ（Charlie Kosei、1950年10月14日 - ）は、日本の歌手、ベーシスト、ギタリスト。
兵庫県神戸市出身。出生名は徐 光星。帰化した際に本名を城 光星に改名した。他の芸名にチャールズ・チェー、チャーリー・チェイ、チェイ光星など。「チャーリー・コーセイ」の名も、片仮名ではチャーリー・コーセー、チャーリィ・コーセイ、チャリー・コーセイ、英字ではCharlie Corseyなどの表記違いがある。近年はJo Charlie Koseiという表記も見られる。

## 略歴
『ルパン三世』で共に仕事をした山下毅雄に「フィリピン人」と言われたことがあるが、実際はアメリカ人の父親と中国人の母親を持つハーフ。生まれも育ちも神戸で、既に日本に帰化している。
ビートルズに衝撃を受けて中学時代からバンドで活動。高校（インターナショナルスクール）時代は英語の堪能なコピーバンドとして人気を博し、外国人クラブなどのダンスパーティで演奏。1968年、高校卒業後ロックバンド「ザ・ヘルプフル・ソウル」のベーシスト兼ボーカリストとしてデビュー。1969年、虫プロダクションによるアニメーション映画『千夜一夜物語』の音楽制作に参加。これがアニメでの最初の仕事となる。ヘルプフル・ソウルの起用は音響監督の田代敦巳によるもの。しかし同年ヘルプフル・ソウルは解散する。1970年、大阪万博にて東芝IHI館スクリーンテーマ「Hairy Man」を歌う。
1971年、再び田代に声をかけられ、ソロでテレビアニメ『ルパン三世』の主題歌を歌うことになる。同作には、主題歌以外にも歌詞らしきものが付けられたボーカル曲が多数存在するが、男声ボーカルは後述の「ルパン三世主題歌3」を除いて全面的にチャーリーが担当した。その後、幾つかのアニメやドラマで主題歌を歌う。
1981年、神戸市中央区に自身のライブバー「Charlie's」を開店。同店は2011年12月31日をもって閉店したがその後、休養期間を経て2013年4月19日、ライブミュージックスポット「Uncle Charlie（アンクルチャーリー）」が新たに神戸にオープンした。現在は神戸を中心に活動中。また自らのレーベル「Charlie's」でのCD制作も行っている。
本名や他の芸名から分かるように、「チャーリー」と「コーセイ（光星）」は本来はどちらもファーストネーム。「チャーリー・コーセイ」という名前は『ルパン三世』のスタッフが本人への確認をせずにクレジットしたものらしく、本人は「スタッフが"コーセイ"を苗字だと勘違いしたのだろう」と語っている。本人が意図していた名前ではないため、その後他の芸名で活動していた時期もあるが、『ルパン三世』の知名度が上がるにつれて「チャーリー・コーセイ」の名が定着してしまったため、現在はこの名前に統一している。

## 代表曲
- アルディンのテーマ（1969年、『千夜一夜物語』主題歌／ザ・ヘルプフル・ソウル　「チャールズ・チェー」名義）
- カンサス・シティ（1969年、『ソウルの追求』／ザ・ヘルプフル・ソウル　アルバム唯一のVo.担当曲・「チャールズ・チェー」名義）
- ルパン三世主題歌I（1971年、『ルパン三世』初代OPテーマ「ルパン・ザ・サードの歌」）
- AFRO "LUPIN '68"（1971年、『ルパン三世』2代目OPテーマ）
- ルパン三世主題歌II（1971年、『ルパン三世』EDテーマ）
- オー・サンボーイ（1973年、『荒野の少年イサム』EDテーマ・「チャーリー・チェイ」名義）
- 電撃 ストラダ5（1974年、『電撃!! ストラダ5』主題歌・「チャーリー・チェイ」名義）
- お若えのお待ちなせェ（1974）（『幡随院長兵衛お待ちなせえ』主題歌・「チェイ光星」名義）
- 勝利の港（1996年、ヴィッセル神戸応援歌）
- ケセラセラ（2004年、ゲーム『塊魂』BGM）
- 下弦の月（2007年、『モノノ怪』OPテーマ）

## アルバム
- The Helpful Soul First Album〜ソウルの追求（1969年／ザ・ヘルプフル・ソウル）
- 「千夜一夜物語」サウンドトラック（1969年／ザ・ヘルプフル・ソウル）
- BACK IN KOBE（1997年、Charlie's）
- GUY'S HEART -Charlie's Lupin Songs-（2002年、バップ）
- WALK AWAY（2004年、Charlie's）
- Best of Charlie Kosei（2017年、Charlie's） - 新曲を含む全10曲を収録

### 参加アルバム
- テレビオリジナルBGMコレクション ルパン三世 〜山下毅雄オリジナルスコアによる「ルパン三世」の世界〜（1980年、日本コロムビア）

※オリジナルBGMの音源が行方不明となっていたため、山下毅雄本人によるリメイクと新曲が収録されている。主題歌はかろうじて残っていたTVサイズのOP&EDにパーカッション等をダビングしたバージョンが収録された。なお、オリジナル音源は2016年現在も発見されていない。
- ルパン三世 '71 ME TRACKS（1999年、バップ）

※残されていたMEテープ（セリフ以外の効果音・BGMをダビングして本編にかぶせるサウンドトラック用のテープ）を編集して個々の曲を構成し、BGM集の体裁を整えたもの。
- 山下毅雄の全貌MISSION 4 ヤマタケマニア（1999年、日本クラウン）
- 山下毅雄の全貌MISSION 6 ルパン・ザ・フォース（2001年、日本クラウン）
- LUPIN THE THIRD TAKEO YAMASHITA“Rebirth”~From'71 Original Score （2002年、バップ）

※山下毅雄が残したスコアを元に次男の山下透が新たに録音したもの。ここで聞かれるチャーリーの主題歌ボーカルは山下透の指示により、「ルパン・ザ・サード」というカタカナ英語の発音になっている。

## 機材
現在の愛器は青いポール・リード・スミス。

## 備考
- 『ルパン三世』の後期オープニングテーマ「ルパン三世主題歌3」は、映像では歌唱者の名前がクレジットされず、レコードの発売も行われなかった。そのため「歌唱者不詳」という事態になり、後にCD化された際に「歌：チャーリー・コーセー」と表記されるようになった。しかし、実際にこの歌を歌っていたのは、チャーリーとはまったくの別人、よしろう・広石（現：YOSHIRO広石）だった。チャーリーはこの歌について「自分は歌っていない」とコメントし、また2001年に広石が雑誌のインタビューで「自分が歌った」と語ったことから、それ以降に発売されたCDでは「歌：よしろう・広石」と表記されるようになった。チャーリー自身はのちにアルバム『GUY'S HEART』の中でこの歌をカバーしている。広石は1980年のLP盤『テレビオリジナルBGMコレクション ルパン三世 〜山下毅雄オリジナルスコアによる「ルパン三世」の世界〜』制作時にも新録音で参加していた。